# 沃特普鲁夫 (路易斯安那州)
沃特普鲁夫（英語：Waterproof），是美国路易斯安那州下属的一座城市。根据2010年美国人口普查，该市有人口688人。建置上，属于“town”。